# Marienschacht (Gemeinde Bärnbach)
Marienschacht ist ein Ort in der Weststeiermark sowie eine Rotte der Stadtgemeinde Bärnbach im Bezirk Voitsberg in der Steiermark. Sie entstand in der zweiten Hälfte des 20. Jahrhunderts im Umfeld eines Bergbaues.

## Ortsname und Geographie
Der Name der Rotte leitet sich vom 1872 am Südhang des Heiligen Berges abgeteuften Marienschacht ab.
Marienschacht befindet sich im südwestlichen Teil der Stadtgemeinde Bärnbach sowie der Katastralgemeinde Bärnbach südwestlich des Heiligen Berges und nördlich des Gradnerbaches. Im Osten befindet sich der Bärnbacher Stadtteil Mitterdorf während im Süden der Hauptort der Gemeinde Rosental an der Kainach liegt.

## Geschichte
Auf dem Gebiet des heutigen Ortes erhielten am 19. Dezember 1821 Florian Jandl und Peter Tunner ausgehend von einer Mutung ein Grubenlehen auf Steinkohle namens Caecilia. Der sieben Feldmaß große Bergbau gehörte 1859 bereits der Graz-Köflacher Eisenbahn- und Bergbaugesellschaft (GKB). Weiters befanden sich zu jener Zeit in der näheren Umgebung der Bergbau der Elise Siegl sowie der vier Feldmaße große Bergbau Erzherzog Johanns. Der Erzherzog hatte 1848 alle in der Mulde des Marienschachtes gelegenen Maße aufgekauft und vererbte sie an seinen Sohn Franz von Meran weiter. Franz wiederum verkaufte diese Maße im Jahr 1869 an die VKMIG, welche 1872 am südlichen Hang des Heiligen Berges den Marienschacht abteufen ließ. Von der VKMIG kam die Mulde wiederum 1881 an die Österreichisch-Alpine Montangesellschaft (ÖAMG). Die ÖAMG stellte 1895 aufgrund der hohen Gestehungskosten sowie der teilweisen Auskohlung der Bergbau den Abbau in diesen ein. Die Steirische Kohlenbergwerke AG nahm den Betrieb in der Grube im Jahr 1921 neuerlich auf und stellte den Untertagebau im Jahr 1946 auf einen reinen Tagebau um. Der Tagebau kam 1948 an die GKB, welche in modernisierte und durch eine Seilbahn an die Zentralsortierung bei Mitterdorf anschloss. Der Betrieb wurde schließlich am 31. März 1962 wegen großteiliger Auskohlung aber auch wegen technischen und sicherheitstechnischen Gründen endgültig eingestellt.
Die heutige Rotte Marienschacht wurde erstmals 1971 als Bezeichnung für den Ort urkundlich erwähnt.